# Ахметзянов, Рашит Ханифович
Рашит Ханифович Ахметзянов (тат. Рәшит Хәниф улы Әхмәтҗанов; 14 апреля 1941, Татарский Кандыз, Бавлинский район, Татарская АССР, РСФСР, СССР — 5 января 1995, Казань, Республика Татарстан, Российская Федерация) — советский и российский татарский поэт. Заслуженный деятель искусств ТССР (1991).
Из многодетной семьи. После окончания средней школы и строительного училища работал каменщиком, одновременно начав пробовать себя в литературе. Отслужив в Советской армии, поступил на факультет татарского языка и литературы Казанского государственного университета имени В. И. Ульянова-Ленина, который окончил в 1969 году. В дальнейшем работал инспектором министерства культуры ТАССР, литературным сотрудником газет «Яшь ленинчы» и «Татарстан яшьләре», журнала «Казан утлары». Печатался с конца 1950-х годов, является автором десяти сборников стихотворений, которые были высоко оценены как поэтами-современниками, так и литературной критикой. В 1990-х годах участвовал в татарском национальном движении, в частности, в политической голодовке на казанской площади Свободы за независимость Татарстана, о чём рассказал в своём последнем сборнике стихов. Скоропостижно скончался в 1995 году в возрасте 53 лет.

## Биография
Рашит Ханифович Ахметзянов родился 14 апреля 1941 года в селе Татарский Кандыз Бавлинского района Татарской АССР. Был пятым ребёнком в семье колхозников Мухаметханифа и Бибисажиды Ахметзяновых. Вместе они вырастили 11 сыновей и дочерей, в том числе от первого брака мужа. Брат — Ильдус (род. 1950), театральный актёр.
Вырос в голодные годы Великой Отечественной войны. Окончив семилетнюю деревенскую школу и 10-й класс средней школы Кряжлы, в 1957—1958 годах учился в строительном училище в Бугульме, после чего работал каменщиком в строительных организациях Альметьевска и ряда нефтеносных районов. По выходным посещал собрания альметьевского литературного объединения, а также окончил вечернюю школу. В 1961—1964 годах в течение трёх лет служил в Советской армии. Вернувшись из армии, поступил на факультет татарского языка и литературы Казанского государственного университета имени В. И. Ульянова-Ленина, который окончил в 1969 году. В 1969—1974 годах работал инспектором министерства культуры ТАССР, затем трудился литературным сотрудником газет «Яшь ленинчы» и «Татарстан яшьләре», а в 1980 году перешёл в редакцию журнала «Казан утлары».
Начал печататься в конце 1950-х годов. Значительный интерес литературной общественности привлёк в 1959—1961 годах своими стихами, опубликованными в журналах «Азат хатын» и «Совет әдәбияты». Такие поэты, как Х. Туфан, С. Хаким, Г. Хужи, приметили природный талант, своеобразие поэтического мышления и жизненность стихов Ахметзянова. Так, Хаким, с чьего благословения Ахметзянов вообще вошёл в литературу, писал, что он «оправдал наши ожидания», «вознеся свои переживания и свой опыт посредством стихотворных образов на вершины истинной поэзии». По отзывам критиков, стихотворения Ахметзянова отличаются тонким лиризмом, яркостью образов, проникновенностью поэтических интонаций, гражданственностью.
Член Союза писателей СССР (Татарстана) с 1970 года. Автор десяти сборников стихов — «Хыялларым үзем белән» («Всегда с мечтой», 1965), «Адымнар» («Путь», 1969), «Ак канатлар» («Белые крылья», 1972), «Источник жизни» («Гомер чишмәсе», 1976), «Алмалы җәй» («Яблочное лето», 1979), «Җан яктысы» («Свет души», 1980), «Кавышыр көн» («День встречи», 1985), «Йөрәк бәйрәме» («Праздник сердца», 1988), «Моңлану» («Грусть», 1991), «Ачлык мәйданы» («Площадь голодовки», 1993). На его стихотворения был написан ряд популярных песен, в частности, такими композиторами, как М. Шамсутдинова, И. Якупов, Г. Сайфуллин, Р. Гатауллин, Ф. Муртазин, И. Хабибуллин.
В 1990-х годах был участником татарского национального движения, в частности, в 1991 году на площади Свободы в центре Казани вместе с братом и другими активистами держал 13-дневную политическую голодовку в целях борьбы за независимость Татарстана. В том же году удостоен почётного звания «Заслуженный деятель искусств Татарской ССР», а в 1993 году за книги «Йөрәк бәйрәме» и «Моңлану», а также за огромную общественно-политическую деятельность стал лауреатом литературной премии имени Г. Исхаки.
Рашит Ханифович Ахметзянов скоропостижно скончался 5 января 1995 года в Казани в возрасте 53 лет. Оставил после себя жену Луизу, дочь Лейлу (врач) и сына Айдара (юрист). Похоронен около Г. Тукая на Ново-татарском кладбище (аллея «Иске юл», левая сторона, 17 участок). На могиле установлен памятник с барельефом поэта и строками его стихов о татарском народе.

## Очерк творчества
Творчество Ахметзянова критики условно делят на три этапа — 1960—1970-е (первый), 1970—1980-е (второй) и 1980—1995-е годы (третий). Первый период отмечен социально-культурной проблематикой, выраженной в произведениях о жизни рабочих, с некоторыми идеологическими вкраплениями, в частности, упоминаниями социализма и Ленина. Первый сборник стихотворений «Хыялларым үзем белән» («Всегда с мечтой»), опубликованный в 1965 году, был хорошо встречен читателями и литературными критиками как «успех в отражении производственной темы и изображении человека труда в поэзии». Особо выделяются образы каменщиков, заметно также некоторое влияние национальных переживаний в отображении действительности. Ввиду отсутствия творческой свободы, в то время Ахметзянов в своих произведениях напрямую не затрагивал тему татарского народа и политики в целом, отражая проблемы национального, философского и социокультурного характера посредством аллегорий, иносказаний и метафор, сложных для понимания современного читателя. По мнению критиков, логика описываемых в стихотворения событий, а также логика поэтического описания и самовыражения Ахметзянова тогда часто вступали в противоречие, в том числе по причине его «повышенной эмоциональности и неподчинённости принципам советского общества».
Второй этап отмечен развитием социально-культурной проблематики на примере межличностных отношений, отношений личности и общества, выраженных в образах реабилитированных деятелей татарской культуры на фоне нации (Г. Исхаки, М. Джалиль, А. Алиш и др.), мотивах гражданского мужества, военного детства, самоотверженного труда в тылу, цены мира и жертв, отданных во время войны. Следующий сборник «Ак канатлар» («Белые крылья»), выпущенный в 1972 году, посвящён мыслям и переживаниям современного молодого человека, рассказывает о его отношении к труду и обязанностях перед обществом. Лирический герой Ахметзянова отличается моральной чистотой и цельностью характера, он автобиографичен, свободен от повседневных проблем и стремится к внутренней красоте, а также верит в будущее своего народа. Значительное место в поэзии данного периода занимает тема любви и романтических переживаний, в чём Ахметзянов вместе со своим современником Р. Гаташем видится критикам как продолжатель Г. Кандалыя. В то же самое время, в силу отсутствия возможностей для творческой самореализации, в произведениях Ахметзянова появляются пессимистические ноты, он начинает выражать свои критические взгляды на жизнь и переосмысливает историческое прошлое, любовная лирика также приобретает пессимистический дух с появлением темы несчастной любви.
Оригинальность и новаторство поэзии Ахметзянова сочеталось с умелым использованием им в своих стихах мотивов татарского фольклора и народной мифологии, благодаря чему традиционные образы приобрели новое звучание. Результатом совершенствования поэтики и творческих поисков Ахметзянова стало издание в 1980 году сборника «Җан яктысы» («Свет души»). Как знак расширения литературного диапазона, в этом сборнике была помещена первая его поэма «Исәннәр моңы» («Песня живых»), в которой поэт поднял такие вопросы, как война и любовь, память и время, прошлое и настоящее своей родной деревни, отражённое собственными поэтическими формами в сочетании со сказочными приёмами. Следующие поэмы, такие как «Биш таш» («Пять камней», 1987) и «Аучылар кибетендә» («В охотничьем магазине», 1988), отличаются философической публицистичностью и в них, по мнению критиков, проводится мысль о том, что «хорошей личностью могут быть
лишь те, кто борется за интересы нации», а «смысл жизни заключается в служении нации, народу».
Третий, последний, этап отмечен полноценным раскрытием таланта Ахметзянова, его произведения того времени отличают, как указывают критики, «гармония смысла и формы, соразмерность мыслей и чувств, пропорциональность разума и эмоций, интуиции и логики». Эволюция умонастроений породила в стихотворениях Ахметзянова как тему личных взаимоотношений поэта, так и его отношений со своим творчеством, с обществом, с государством. В конце 1980-х — начале 1990-х годов, в период политических перемен и общественного подъёма среди татар, Ахметзянов одним из первых среди поэтов открыто выразил настроения и чаяния татарского народа и татарской интеллигенции. Осмысление проблем 1990-х годов и положения татарского народа, стремление к оценке происходящих в стране событий и собственная активная общественная деятельность приводят к изданию в 1993 году сборника «Ачлык мәйданы» («Площадь голодовки»). Одноимённая поэма этого сборника, в которой описывается 14-дневная голодовка Ахметзянова и его личные впечатления от борьбе за суверенитет Татарстана, наиболее ярко выражает стремление к свободе и независимости татарского народа, переживания за судьбу родного языка и всей нации в целом. Будучи выдвинутым самим временем на передний край борьбы, творчество Ахметзянова, отмеченное темами национальной психологии и духа свободолюбия народа, снискало ему особую популярность и до сих пор не теряет своей актуальности.

## Награды
- Почётное звание «Заслуженный деятель искусств Татарской ССР» (1991 год)[1][16].
- Премия имени Г. Исхаки (1993 год)[41][42].

## Память
Именем Ахметзянова названа улица в селе Татарский Кандыз, а на доме, в котором он родился, установлена мемориальная доска. Экспозиция об Ахметзянове размещена в краеведческом музее Бавлинского района. В 2021 году был отмечен 80-летний юбилей со дня рождения Ахметзянова, в связи с чем вышла книга мемуаров о поэте.